# Deuterodon stigmaturus
Deuterodon stigmaturus és una espècie de peix de la família dels caràcids i de l'ordre dels caraciformes.

## Morfologia
- Els mascles poden assolir 10,7 cm de llargària total.[5]

## Hàbitat
Viu en zones de clima temperat.

## Distribució geogràfica
Es troba a Sud-amèrica: conques dels rius Maquiné, Três Forquilhas i Mampituba a Rio Grande do Sul (Brasil).